# Локалитет Лежимир
Локалитет Лежимир је локалитет у режиму заштите I степена, површине 28,93ha, у југозападном делу НП Фрушка гора.
Налази се у ГЈ 3808 Равне, одељења 41 (одсеци „к”, „л” и „м”) и 42 (одсеци „ф” и „г”). Шуме око потока Куштиљ представљају станиште на ком је регистровано око десет врста Осоликих мува које нису забележене на другим локалитетима.